# Округ Оринџ (Тексас)
Округ Оринџ (енгл. Orange County) је округ у америчкој савезној држави Тексас. По попису из 2010. године број становника је 81.837.

## Демографија
Према попису становништва из 2010. у округу је живело 81.837 становника, што је 3.129 (3,7%) становника мање него 2000. године.
| Група             | 2000.          | 2010.          |
| Белци             | 72.955 (85,9%) | 67.895 (83,0%) |
| Афроамериканци    | 7.124 (8,4%)   | 6.979 (8,5%)   |
| Азијати           | 664 (0,8%)     | 804 (1,0%)     |
| Хиспаноамериканци | 3.073 (3,6%)   | 4.766 (5,8%)   |
| Укупно            | 84.966         | 81.837         |